# NGC 228
NGC 228 es una galaxia espiral barrada localizada en la constelación de Andrómeda.